# Soera De Stad
Soera De Stad is een soera van de Koran.
De soera is vernoemd naar de stad waarbij gezworen wordt in de eerste aya. In deze soera wordt gesproken over twee wegen, waarbij de steile weg de juiste is. Daarnaast wordt aangegeven dat de ongelovigen aan de linkerzijde zullen opgesteld worden op de Dag des oordeels, terwijl de gelovigen ter rechterzijde zullen staan.

## Duiding
De aangehaalde stad betreft Mekka. Ayaat 10 en 18 hebben overeenkomsten met verzen uit het Evangelie volgens Matteüs.